# عبدالمجید لمریس
عبدالمجید لمریس (انگلیسی: Abdelmajid Lamriss؛ زادهٔ ۱۲ فوریهٔ ۱۹۵۹) بازیکن سابق فوتبال اهل مراکش است.
وی از سال ۱۹۸۴ تا ۱۹۸۹ در تیم ملی فوتبال مراکش بازی انجام داده است و عضو این تیم در جام جهانی فوتبال ۱۹۸۶ بوده است.